# Satya Yuga
Il Satya Yuga (सत्य युग) o Sat Yuga, letteralmente "Età dell'Essere" o "Età della Verità", noto anche come Krta Yuga o Krita Yuga, letteralmente "Età della Correttezza" o "Età dell'Ordinamento", nell'induismo è lo yuga (era o età) in cui il genere umano è governato dagli dei e ogni manifestazione o attività è vicina all'ideale più puro. È spesso associato all'età dell'oro.

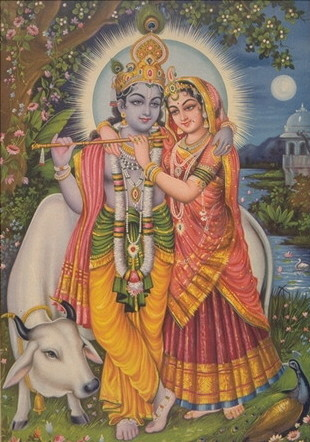
Krisna con la sua eterna Radha.

## Il ciclo
Dopo il perfetto Satya Yuga viene il Treta Yuga (età dell'argento) segnato da un declino. La terza era, il Dwapara Yuga (età del bronzo), porta un altro declino. Dopo questo arriva l'oscuro Kali Yuga, un'età di perdizione in cui l'uomo uccide un altro uomo. Si narra che alla fine di questo ciclo nascerà un essere divino che ristabilirà l'ordine, facendo cominciare un nuovo Satya Yuga.

## Il Satya Yuga secondo i testi sacri
Fra le quattro ere, il Satya Yuga è il più lungo e più importante. Questa era dura 1.728.000 anni. In questa era hanno grande importanza la conoscenza, la saggezza e la meditazione. Tutti i dettami della religione sono rispettati. La vita umana è lunghissima e dura circa 4000 anni.
Le persone, durante quest'età, credono solo nel bene, sublime virtù.
Il male non esiste perché "Era l'età in cui si era felici".

## Il Satya Yuga secondo la revisione di Swami Sri Yukteswar
Secondo il maestro spirituale Sri Yukteswar, reso celebre dall'opera divulgativa di Paramahansa Yogananda, il Satya Yuga ha una durata di 4.800 anni. La sua alba e il suo tramonto (ovvero i suoi sandhi) hanno entrambi la stessa durata di 400 anni (cioè: 400+4.000+400=4.800 anni). I sandhi sono i periodi di transizione tra i rispettivi Yuga.
Durante questa era l'uomo arriva al suo massimo e pieno sviluppo e riesce a comprendere ogni cosa, l'intero creato ed il suo Creatore.

## Il Satya Yuga secondo René Guénon
Secondo l'esoterista francese Musulmano René Guénon gli anni indicati nei dati tradizionali sarebbero simbolicamente esagerati e facendo comparazione con dati di altre tradizioni (Caldei e Persiani) la durata del Satya Yuga sarebbe stata di 25920 anni cioè equivalente a un periodo di precessione degli equinozi.